# 羅伯·埃利奧特
羅伯特·「羅布」·埃利奧特（英語：Robert "Rob" Elliot，1986年4月30日—）是英格蘭的一位足球運動員，在場上司職門將。埃利奧特出生在格林尼治。

## 外部連結
- Rob Elliot player profile at nufc.co.uk
- 足球数据库：羅伯·埃利奧特的球员统计数据